# 扬·史末资
扬·克里斯蒂安·史末资，OM，CH，ED，PC，KC，FRS（1870年5月24日—1950年9月11日），南非人，哲学家、政治家、律师及將領。曾分別於1919—1924年及1939—1948年兩度出任南非总理。
他曾於第二次布尔战争中率領波耳突擊隊保衞川斯瓦共和國。第一次世界大戰時，他指揮南非軍隊對抗德國，成功奪得德屬西南非洲，以及指揮位於東非的英國陸軍。
1917年至1919年期間，他同時是英國戰時內閣的一份子，並協助建立英國皇家空軍。他於1941年成為英國陸軍元帥。
史末资最大的成就之一是创立国际联盟。这个想法来自美国总统伍德罗·威尔逊，由史末资实施引导。他后来为和平敦促成立一个新的国际组织形态——联合国。他寻找重新解释在英国和她的殖民地之间的关系，由此建立英联邦。此外，他是唯一曾參與兩次世界大戰和約的簽署的人。在倫敦國會廣場有一座他的雕像。
史末资在哲学上的贡献是他提出了 holism（整体论、全化论），倡议用整体观进行科学研究。

## 生平

### 早年

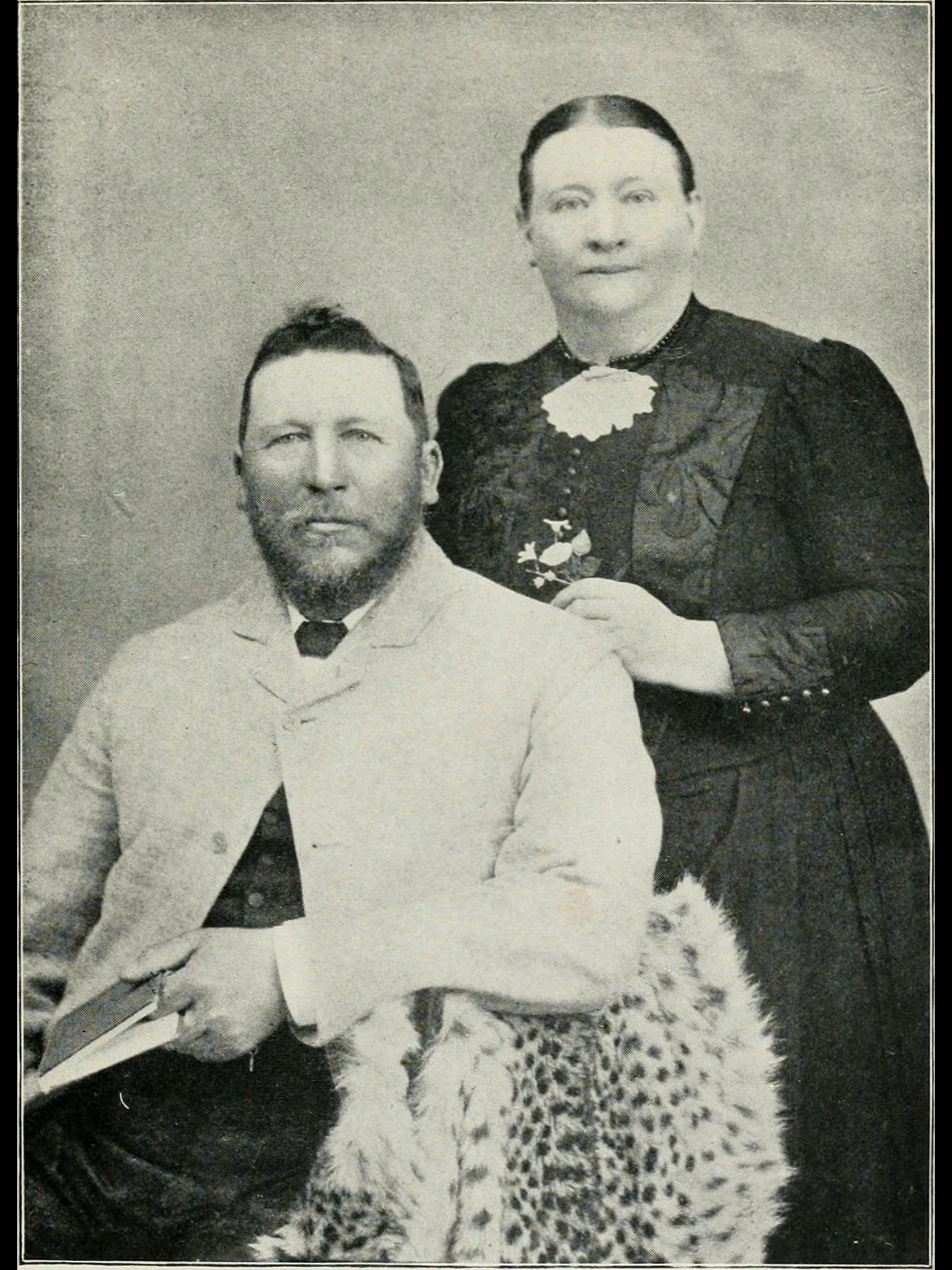
扬·史末资的父母

史末资生于其家族位于马姆斯伯里附近的农场中。父母是传统的布爾人农民。
作為家中的次子，傳統上史末资應留在農場工作， 因為只有長子才能接受正式的教育。1882年，史末资十二歲時，他的哥哥逝世，他因而獲得到學校接受教育的機會。他在西里貝克附近上學，儘管比他的同學遲了起步，但他取得優異成績，並在四年內成功跟上進度。在1886年，史末资十六歲時，他入讀位於斯泰倫博斯的維多利亞學院。
在斯泰倫博斯，他修讀荷蘭語、德語及古希臘文，並且沉浸於文學、古典學及聖經研究中。他傳統的成長背景及嚴肅的性格令他和同學的關係欠佳。他在學業上表現出色，於1891年在文學及科學以一級榮譽畢業。在斯泰倫博斯的最後一年，他改善了自身的社交能力，並邂逅了未來的妻子伊西·克里格。
在維多利亞學院畢業後，他取得海外升學的獎學金，負笈劍橋大學基督學院修讀法律。但是，史末資並不適認劍橋的生活，常常思鄉並且因年齡和背景相異而和英國本科生格格不合。他對於自身經濟感到擔憂，因他的獎學金並不足夠在大學的開支。他寫信向他在維多利亞學院好友J·I·马雷（J. I. Marais）教授表達自己的擔憂。在马雷教授的回信上，他給史末資一張可觀金額的支票，並且鼓勵史末資有需要便找他。在Marias教授的幫助下，史末資的經濟狀況得到改善，儘管他仍專注學業，他開始參加大學裡不同的社交活動。
史末資1894年於劍橋大學一級榮譽畢業。他在過去兩年一直是不少法律獎項的得主。 他的其中一位導師弗雷德里克·威廉·梅特兰曾表示史末資是他見過最好的學生。  1970年，時任基督學院院長托德男爵表示 "在基督學院500年的歷史中，不論過去或現在，只有三人才是真正出色：約翰·米爾頓， 查爾斯·達爾文和揚・史末資。"
1894年12月，史末資通過律師學院的考試，成為中殿律師學院的一份子。之後，他的母校劍橋大學基督學院曾邀請他成為法學研究生，但他拒絕。1895年6月，他回到開普殖民地，決定在當地發展。

### 步入政壇
史末資於開普敦執業，但他不友善的性格令他交不到朋友。在法律界處處碰壁，於是他開始投身於政治和新聞業，並為開普敦時報撰文。史末資對統一的南非感到興趣，並參加了阿非利卡人聯盟。幸運的是，史末資的父親認識聯盟的首領扬·亨德里克·霍夫迈尔，霍夫迈尔於是把史末資介紹予戴比爾斯的創辦人塞西爾·羅德斯。 1895年，史末資成為羅德斯的支持者。
在1895-96年的夏天，羅德斯發動了詹森遠征，對此史末資感到非常憤怒。他辭了在戴比爾斯的工作，並退出政治。他改為在比勒陀利亞擔任南非共和國的檢察官。
在詹森遠征後，英國人和阿非利卡人的關係急劇惡化，到1898年，戰爭隨時一觸即發。奧蘭治自由邦總統马蒂纳斯·特尼斯·斯泰恩在布隆方丹召開和平會議，嘗試解決雙方衝突。史末資由於熟悉英國，因此在會議上代表川斯瓦，但他和英國代表阿尔弗雷德·米尔纳產生摩擦，令和談並不成功，使南非推向戰爭。

### 波耳戰爭

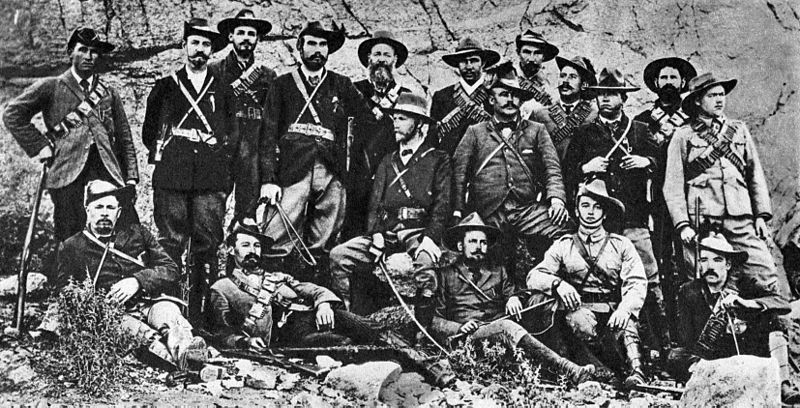
史末資與波爾人游擊隊，1901年攝

1899年10月11日，德蘭士瓦共和國及奧蘭治自由邦向英國宣戰，第二次波耳戰爭爆發。在戰爭早期，他是德蘭士瓦共和國總統保罗·克留格尔的左右手，負責政治宣傳、後勤、與將領及外交官員的溝通，以及其他被指派的任務。在戰爭的第二階段，史末資在科斯·德·拉·雷伊手下服役，雷伊當時在西川斯瓦指揮著500人的衝鋒隊。史末資實施「打了就跑」的戰術，成功騷擾了比他的部隊大四十倍的英軍。克留格爾後了指派雷伊成為在開普頓的指揮官，但發現他不能抽身於在西川斯瓦的工作。結果史末資手上只剩下300人。當時，英國的焦土政策令布爾人欠缺畜地，史末資手下曾有100名騎兵，因他們太虛弱而被迫把他們調給彼得·亨德里克·克里青格。情報指出當時史末資手下有大約3000人。
為了早日結束戰爭，史末資打算進攻產銅小鎮奥基普。由於無法正面進攻，史末資於是安排一輛載滿炸藥的火車，並打算推下山，但計劃最終失敗。戰術失敗令他明白到繼續和英國對抗是不可能的，結果他被迫宣佈停火並在弗里尼欣舉行和談。
在會議開始前，史末資與英軍指揮官基奇納伯爵見面，他們討論投降的細節。史末資在所有川斯瓦共和國和奧蘭治自由邦的代表上擔當領導的角色。儘管他承認在純軍事角度下，戰爭可以繼續，但他同時強調不應犧牲阿非利卡人以換取他們的獨立。他為超過20000名婦女和兒童已經在集中營死去感到擔憂，他覺得在沒有其他國家幫助下繼續戰爭是一種罪行 。和約最終以54票支持、6票反對下通過。1902年5月31日上午11時05分，英布雙方代表見面，川斯瓦共和國代理總統斯哈尔克·比赫尔及奧蘭治自由邦代理總統克里斯蒂安·德韦特先後簽署和約，結束第二次波爾戰爭。

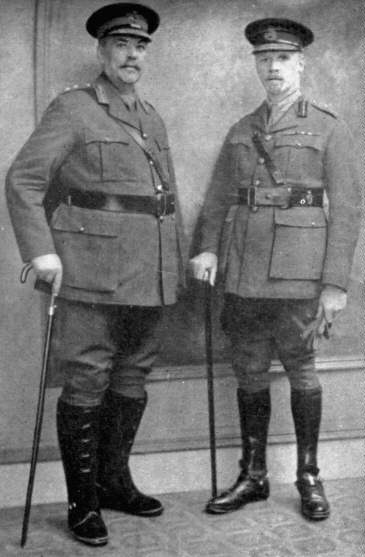
第一次世界大战时身穿英国陆军军服的南非总理路易·博塔（左）和南非国防军总司令扬·史末资（右）

### 第二次世界大戰

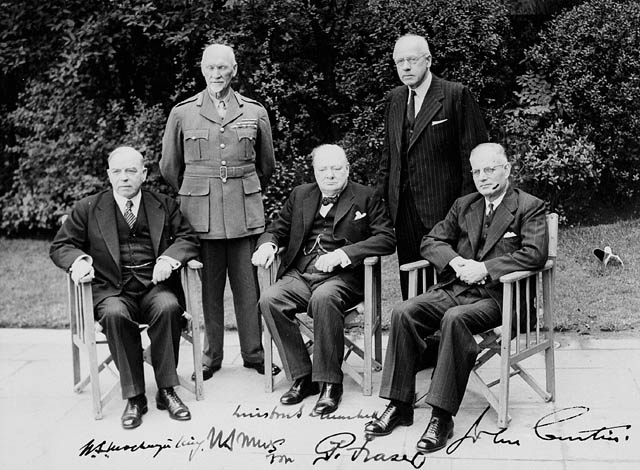
史末資(左二)，攝於1944年英聯邦首相會議

經過九年的在野黨及學術生涯後，史末資加入聯合政府，成為副總理。1939年二戰爆發，當時總理巴里·赫爾佐格希望對納粹德國保持中立，但內閣對此意見分歧。赫爾佐格提出不參與戰爭的議案被國會以67票贊成，80票反對而被否決。南非總督帕特里克·邓肯拒絕了赫爾佐格解散國會重新大選的請求，結果赫爾佐格辭去相位。鄧肯於是邀請史末資擔任總理。結果史末資再度拜相，並帶領南非加入同盟國，參與二戰。
早在1940年，英國曾大膽計劃一旦邱吉爾逝世或失去工作能力，史末資會被委任成英國首相。這項建議由邱吉爾的私人秘書乔克·科尔维尔爵士提出，並先後向瑪麗王后和乔治六世提出，兩者均支持這項計劃。1941年5月24日，史末資被委任為英國陸軍元帥。
1945年5月，史末資代表南非前往旧金山參與聯合國憲章起草。同年，他是該年度諾貝爾和平獎七名候選人之一，但最終該獎頒予美國國務卿科德尔·赫尔。

## 晚年

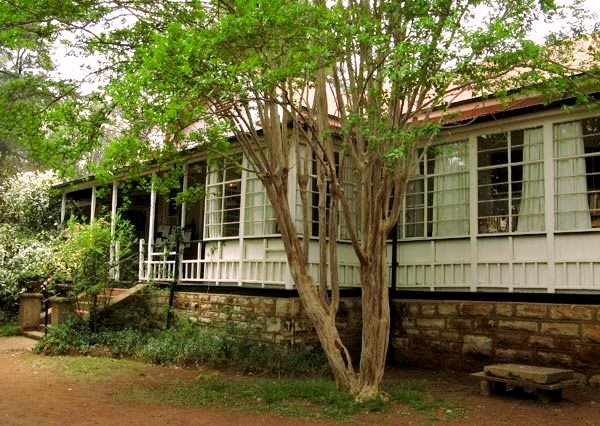
比勒陀利亞揚・史末资博物館

史末资繼續在海外代表南非。他於1947年獲邀參加伊利沙白公主和愛丁堡公爵菲臘親王的婚禮。
在國內，史末资内阁在1948年认可了费根报告，同意全面种族隔离政策对于南非来说是不合适的，并计划在城市中废除对有色人种的种族隔离，支持戰爭並反對種族隔離的取態令他失去阿非利卡人的支持，從而在1948年南非大選中被丹尼爾·馬蘭領導的聯合國民黨擊敗。
1948年，他成為首位並非來自英國本土的劍橋大學校監。
1950年5月29日，當他在約翰內斯堡和比勒陀利亞慶祝完他的八十歲大壽後，他發現心臟有血栓形成。同年9月11日，他因心臟病於比勒陀利亞附近的家族農場去世。

## 後世記念
2004年，在南非廣播公司举行的「最偉大的南非人」的民意测验中，史末资名列第十。他在第一轮投票中名列第六。